# Белмар (Небраска)
Белмар (англ. Belmar) — переписна місцевість (CDP) в США, в окрузі Кейт штату Небраска. Населення — 199 осіб (2020).

## Географія
Белмар розташований за координатами 41°18′20″ пн. ш. 101°56′5″ зх. д. / 41.30556° пн. ш. 101.93472° зх. д. (41.305457, -101.934626).  За даними Бюро перепису населення США в 2010 році переписна місцевість мала площу 11,87 км², уся площа — суходіл.

## Демографія
Згідно з переписом 2010 року, у переписній місцевості мешкало 216 осіб у 112 домогосподарствах у складі 66 родин. Густота населення становила 18 осіб/км².  Було 532 помешкання (45/км²).
Расовий склад населення:
| - 95,8 % — білих - 1,9 % — чорних або афроамериканців - 0,9 % — корінних американців |

До двох чи більше рас належало 0,9 %. Частка іспаномовних становила 0,9 % від усіх жителів.
За віковим діапазоном населення розподілялося таким чином: 11,1 % — особи молодші 18 років, 53,7 % — особи у віці 18—64 років, 35,2 % — особи у віці 65 років та старші. Медіана віку мешканця становила 59,8 року. На 100 осіб жіночої статі у переписній місцевості припадало 107,7 чоловіків;  на 100 жінок у віці від 18 років та старших — 113,3 чоловіків також старших 18 років.
За межею бідності перебувало 7,5 % осіб, у тому числі 0,0 % дітей у віці до 18 років та 17,5 % осіб у віці 65 років та старших.
Цивільне працевлаштоване населення становило 46 осіб. Основні галузі зайнятості: роздрібна торгівля — 39,1 %, мистецтво, розваги та відпочинок — 28,3 %, освіта, охорона здоров'я та соціальна допомога — 21,7 %.